# Akira Satō (Politiker)

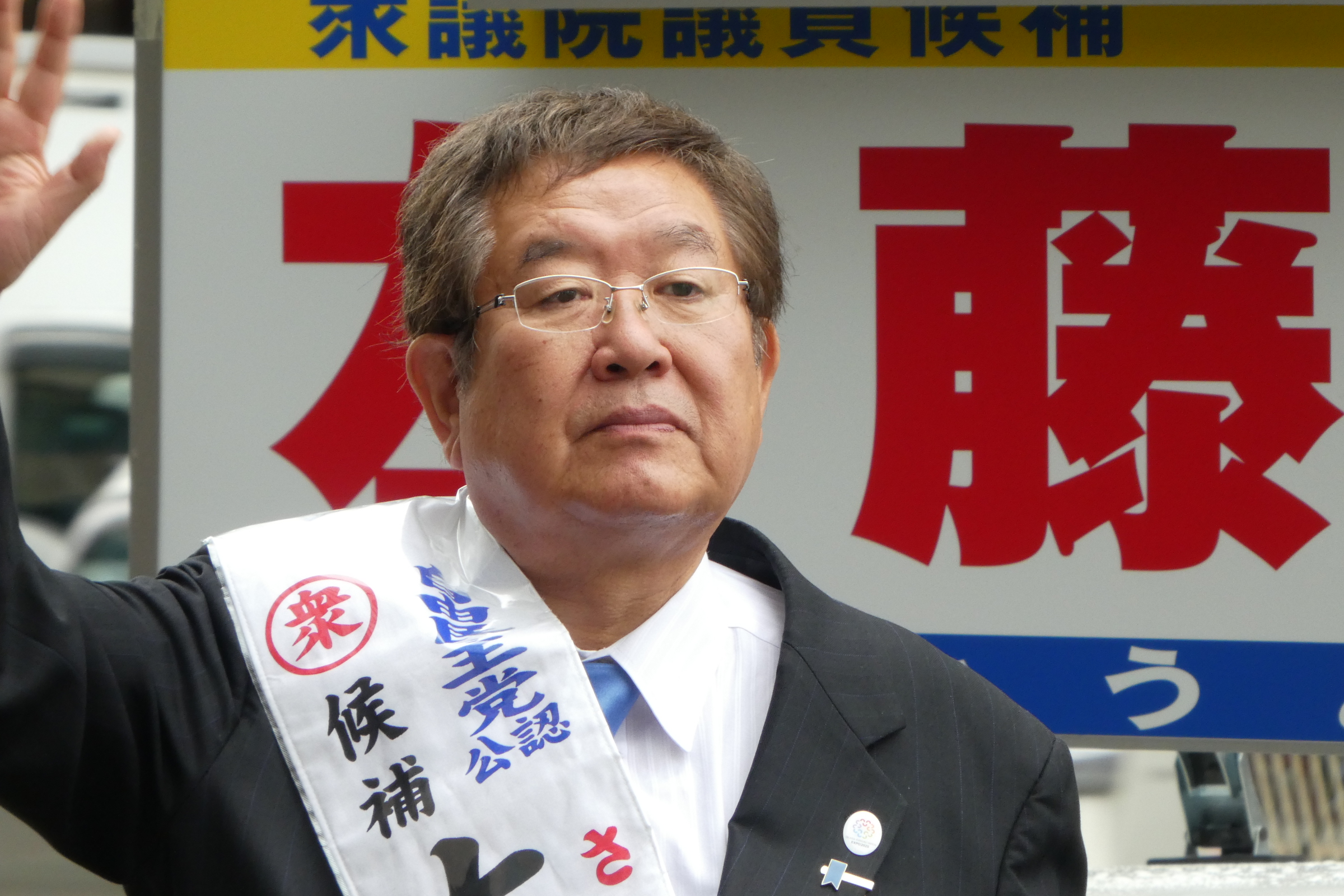
Akira Satō, 2017

Akira Satō (jap. 左藤 章 Satō Akira; * 12. Juli 1951 in der Präfektur Fukui) ist ein japanischer Politiker der Liberaldemokratischen Partei (Kishida-Faktion) und ehemaliger Abgeordneter im Shūgiin, dem Unterhaus des nationalen Parlaments, für den 2. Wahlkreis Osaka.
Satō arbeitete nach seinem Studium an der Universität Fukui für das Textilunternehmen Seiren. 1979 wurde er Sekretär für seinen Schwiegervater, den Shūgiinabgeordneten Megumu Satō. Dieser verließ 1993 die LDP und folgte Ichirō Ozawa in die Erneuerungspartei und die Neue Fortschrittspartei (NFP). Nach der Wahlrechtsreform kandidierte Akira Satō selbst bei der Shūgiin-Wahl 1996 für die NFP im Block Kinki bei der neu eingeführten Verhältniswahl, konnte aber keinen Sitz gewinnen. Sein Schwiegervater gewann unterdessen den neuen Einmandatswahlkreis Ōsaka 2 für die NFP; er wurde nach der Auflösung der NFP Mitglied der Minseitō, kehrte dann aber in die LDP zurück. Zur Shūgiin-Wahl 2000 zog er sich aus der Politik zurück, Akira Satō übernahm die Wahlkreiskandidatur und setzte sich durch. 2003 wurde er wiedergewählt.
Bei der „Postprivatisierungswahl“ 2005 gehörte Satō zu den „Rebellen“, den Gegnern der vom Parteivorsitzenden Jun’ichirō Koizumi betriebenen Postprivatisierung, und musste ohne LDP-Unterstützung kandidieren. Er verlor seinen Sitz knapp an die LDP-„Attentäter“-Kandidatin Shika Kawajō. 2009 kandidierte er erneut als Parteiloser, unterlag aber erneut, nun dem Demokraten Hitoshi Hagihara. Erst bei der Shūgiin-Wahl 2012 konnte Satō – nun wieder als LDP-Kandidat – den Wahlkreis gewinnen und erneut ins Shūgiin einziehen; er war einer von nur drei LDP-Abgeordneten aus den 19 Wahlkreisen der Präfektur. Anschließend war er bis September 2013 für das zweite Kabinett Abe parlamentarischer Staatssekretär (daijin seimukan) im Verteidigungsministerium. Er übernahm im Oktober 2013 die Führung der verteidigungspolitischen Abteilung der LDP. Von September 2014 bis Oktober 2015 (umgebildetes zweites und drittes Kabinett Abe) war er Vizeminister (fukudaijin) im Verteidigungsministerium. 2014 wurde mit 46,5 % der Stimmen als Abgeordneter für Ōsaka 2 wiedergewählt.
Bei der Shūgiin-Wahl 2021 unterlag Satō in Osaka 2 mit 32,5 % der Stimmen klar Tadashi Morishima (48,5 %; Nippon Ishin no Kai) und erreichte mit diesem Mehrheitswahlergebnis auch nur den 12. Platz auf der LDP-Verhältniswahlliste im Block Kinki, die acht Sitze gewann. 2024 kandidierte er erneut und unterlag Morishima (44 %) wieder mit rund 30 % der Stimmen.